# Singapore Cup 2013
Der Singapore Cup 2013, aus Sponsorengründen auch als  RHB Singapore Cup bekannt, war die 16. Austragung des Fußball-Pokalwettbewerbs für singapurische Vereinsmannschaften und geladene Mannschaften. In dieser Saison nahmen insgesamt 16 Mannschaften teil. Titelverteidiger war der Singapore Armed FC.

## Teilnehmer
Insgesamt nahmen 16 Mannschaften teil, elf Vereine aus der S. League sowie fünf eingeladene Vereine aus Laos, Kambodscha und den Philippinen.
| S. League 11 Vereine der S. League | Eingeladene Vereine |
| - Albirex Niigata (Singapur) - Balestier Khalsa - Brunei DPMM FC - Geylang International - Harimau Muda B - Home United - Hougang United - Tampines Rovers - Tanjong Pagar United - Warriors FC - Woodlands Wellington - Young Lions | Aus Laos - Lao Police Club Aus den Philippinen - Global FC - Loyola Meralco Sparks Aus Kambodscha - Boeung Ket Rubber Field |

## Modus
Die sechzehn Mannschaften wurden in der Vorrunde in zwei verschiedene Pools gelost. Die Gewinner dieser Runde erreichten das Viertelfinale. Danach wurden die Spiele in Hin- und Rückspiel ausgetragen. Das Spiel um Platz 3 und das Finale wurden in einem Spiel ausgetragen.

## Vorrunde

### Pool A
| Datum        |                            | Ergebnis |                       |
| ------------ | -------------------------- | -------- | --------------------- |
| 26. Mai 2013 | Loyola Meralco Sparks      | 3:0      | Harimau Muda B        |
| 28. Mai 2013 | Albirex Niigata (Singapur) | 2:3      | Home United           |
| 29. Mai 2013 | Woodlands Wellington       | 1:4      | Geylang International |
| 29. Mai 2013 | Hougang United             | 2:1      | Tampines Rovers       |

### Pool B
| Datum        |                      | Ergebnis |                         |
| ------------ | -------------------- | -------- | ----------------------- |
| 30. Mai 2013 | Lao Police Club      | 0:4      | Brunei DPMM FC          |
| 31. Mai 2013 | Tanjong Pagar United | 4:1      | Boeung Ket Rubber Field |
| 1. Juni 2013 | Warriors FC          | 0:2      | Global FC               |
| 1. Juni 2013 | Young Lions          | 0:1      | Balestier Khalsa        |

## Viertelfinale
| Datum             |                       | Gesamt          |                       | Hinspiel | Rückspiel |
| ----------------- | --------------------- | --------------- | --------------------- | -------- | --------- |
| 23./29. Juli 2013 | Geylang International | 2:5             | Home United           | 0:2      | 2:3       |
| 22./26. Juli 2013 | Hougang United        | 2:2 (1:4 i. E.) | Balestier Khalsa      | 2:0      | 0:2 n. V. |
| 25./28. Juli 2013 | Tanjong Pagar United  | 5:4             | Loyola Meralco Sparks | 2:1      | 3:3       |
| 24./27. Juli 2013 | Global FC             | 5:4             | Brunei DPMM FC        | 1:0      | 4:4       |

## Halbfinale
| Datum              |                      | Gesamt |             | Hinspiel | Rückspiel |
| ------------------ | -------------------- | ------ | ----------- | -------- | --------- |
| 3./7. Oktober 2013 | Balestier Khalsa     | 0:2    | Home United | 0:1      | 0:1       |
| 1./4. Oktober 2013 | Tanjong Pagar United | 4:3    | Global FC   | 2:2      | 2:1       |

## Spiel um Platz 3
| Datum            |                  | Ergebnis |           |
| ---------------- | ---------------- | -------- | --------- |
| 7. November 2013 | Balestier Khalsa | 1:0      | Global FC |

| Paarung  | Balestier Khalsa – Global FC  |
| Ergebnis | 1:0 (0:0)                     |
| Datum    | 7. November 2013              |
| Stadion  | Jalan Besar Stadium, Singapur |
| Tore     | 1:0 Qiu Li (53.)              |

## Finale
| Datum            |             | Ergebnis |                      |
| ---------------- | ----------- | -------- | -------------------- |
| 8. November 2013 | Home United | 4:1      | Tanjong Pagar United |

| Paarung  | Home United – Tanjong Pagar United                                                                                             |
| Ergebnis | 4:1 (3:0) |
| Datum    | 8. November 2013 |
| Stadion  | Jalan Besar Stadium, Singapur                                                                                                  |
| Tore     | 1:0 Sirina Camara (13.) 2:0 Kwon Da-kyung (15.) 3:0 Lee Kwan-woo (27.) 3:1 Moncef Zerka (86.) 4:1 Sofiyan Abdul Hamid (90.+2') |